# 三兴镇 (营山县)
三兴镇，是中华人民共和国四川省南充市营山县曾经下辖的一个镇。2019年10月，撤销三兴镇和青山乡，设立青山镇，以原三兴镇和原青山乡的行政区域为青山镇的行政区域。

## 行政区划
三兴镇撤销前下辖以下地区：
兴南村、铺垭村、葫芦村、鸡梁村、顺水村、开源村和龙禹村。